# جريدة كرونين
جريدة كرونين (بالألمانية:Kronen Zeitung) (تُلفظ بالألمانية: [ˈkʁoːnən ˈtsaɪtʊŋ]), المعروفة باسم كرون (بالألمانية:Krone), هي أكبر صحيفة في النمسا. ومن المعروف أنها متشككة في أوروبا.

## تاريخ
ظهر العدد الأول من صحيفة كرونين تسايتونج في 2 يناير 1900. كان جوستاف ديفيس, وهو ضابط سابق في الجيش, هو المؤسس. يشير الاسم إلى سعر الشراء الشهري لكرونة نمساوية-مجرية واحد (لا يشير إلى التاج الملكي اللذان يمتلكان الكلمة ذاتها باللغة الألمانية), والذي أصبح ممكنًا مؤخرًا بعد إلغاء الرسوم البيروقراطية على الصحف (Zeitungsstempelgebühr) في 31 ديسمبر 1899.
كافحت الصحيفة في سنواتها الثلاث الأولى حتى 10 يونيو 1903, قتل الملك ألكسندر أوبرينوفيتش في مملكة صربيا المجاورة, والتي تناولتها الصحيفة على نطاق واسع وجعلتها تحظى بشعبية هائلة. كما اشتهرت الصحيفة برواياتها المميزة وابتكارات أخرى, مثل ألعاب القراء. بحلول عام 1906, باعت الصحيفة 100,000 نسخة. قام فرانتس ليهار بتأليف رقصة الفالس للصحيفة عن عددها رقم 10,000. بعد أنشلوس النمسا من قبل ألمانيا النازية في عام 1938, كان على جميع وسائل الإعلام أن تخضع لجلايش شالتونج, مما يعني فقدان الاستقلال التحريري. تسببت الحرب في خسائر أخرى, وفي 31 أغسطس 1944, تم إغلاق الصحيفة مؤقتاً.

## الكرونين اليوم

### المظهر والتخطيط
تظهر الكرونين يوميًا, بالألوان, وتحتوي على 80 صفحة تقريبًا. تم نشر الورقة في شكل تابلويد (مشابه لحجم ورق A4). تختلف الإصدارات من ولاية إلى أخرى, باستثناء حالة فورارلبرغ, التي ليس لها نسختها الخاصة.

### العري
تعرض جريدة كرونين صورة لامرأة عارية الصدر أو شبه عارية "Girl des Tages" أو "فتاة اليوم", عادةً في الصفحة الثالثة أو الخامسة أو السابعة.

## قوةالكرونين
مع وجود حوالي ثلاثة ملايين قارئ من إجمالي عدد سكان النمسا البالغ ثمانية ملايين تقريبًا, فإن كرون لديها ما يقرب من ثلاثة أضعاف عدد القراء الأقوى, وهو Kleine Zeitung (حصة 12.4% من جميع القراء).
ومع ذلك, توجد اختلافات إقليمية معينة بين شرق النمسا وغربها والتي تؤثر على الصحيفة. في الولايات الشرقية (مثل بورغنلاند ) لديها ما يقرب من 60% من السوق, ولكن في الولايات الغربية مثل تيرول وفورارلبرغ, بالكاد اخترقت كرون السوق. بينما في فورارلبرغ, فإن الكرونين غير ذي أهمية على الإطلاق, إلا أنه في تيرول كان قادرًا على تحقيق بعض المكاسب. الصحف المحلية هناك, مثل Tiroler Tageszeitung, تخشى الآن على مواقعها. رداً على ذلك, أنشأت صحيفة Tiroler Tageszeitung صحيفة التابلويد الخاصة بها في عام 2004, والتي تسمى Die Neue.

## الدوران
كانت Kronen Zeitung سابع أكبر صحيفة في جميع أنحاء العالم وأكبر صحيفة أوروبية حيث تم تداول 1،075،000 نسخة في أواخر الثمانينيات. كانت الصحيفة النمساوية الأكثر مبيعًا في عام 1993 بتوزيع 1.1 مليون نسخة. في الفترة من 1995-1996, تم توزيع 1,075,000 نسخة من الجريدة اليومية. كانت جريدة كرونين سادس أفضل الصحف الأوروبية مبيعًا حيث تم تداول 1,084,000 نسخة في عام 1999.
في عام 2000, كانت جريدة كرونين هي سابع أكثر الصحف مبيعًا في أوروبا بتوزيع 1,052,000 نسخة. في عام 2001, كانت خامس أكثر الصحف الأوروبية مبيعًا والأكثر قراءة في النمسا حيث بلغ تداولها 1،035،000 نسخة. تم توزيع 1,018,000 نسخة في عام 2002, مما يجعلها الصحيفة الأكثر مبيعًا في البلاد. في عام 2005 كان توزيعها 850،000 نسخة. تم توزيع 961,000 نسخة في عام 2007. في العام التالي, كان توزيع جريدة كرونين هو 881,000 نسخة, مما يجعلها الورقة الأكثر مبيعًا في النمسا. تم توزيع 929,000 نسخة في عام 2010 و 818,859 نسخة في عام 2011. بلغ توزيع الصحيفة عام 2012 800,000 نسخة, وصلت إلى 40% من القراء النمساويين. تم تداول 820,000 نسخة في عام 2013.

## روابط خارجية
- الموقع الرسمي
 باللغة الألمانية
- AEIOU Kronen-Zeitung باللغة الألمانية